# July (сингл)
«July» (с англ. — «Июль») — песня шведской метал-группы Katatonia, выпущенный в виде сингла 26 февраля 2007 года лейблом Peaceville Records с альбома The Great Cold Distance (2006 г.).

## О песне
Композиция «July» взята из ранее выпущенного альбома группы The Great Cold Distance. Версия композиции «Soil’s Song», представленная на сингл, является ремиксом Кристера Линдера. Также сингл содержит расширенный видеоклип на композицию «July».

## Выпуск
Цифровое издание было 26 февраля 2007 года, также сингл был доступен для скачивания. Выпуск на физических носителях (CD) состоялся 9 апреля 2007 года.

## Музыкальное видео
Видео, снятое Чарли Гранбергом, было доступно 6 марта 2007 года на YouTube-канале группы на и показывает, как группа исполняет песню в заброшенном здании. Что касается этого выбора, сам Гранберг объяснил: 

Я хотел почувствовать, как группа играет в очень сыром, заброшенном или даже разбомбленном доме, в очень жаркой стране, такой как Мексика или где-то на Ближнем Востоке. Внутри темно, но солнечные лучи пробиваются сквозь пыль, поражая членов группы здесь и там. Я действительно хотел, чтобы ощущение внешнего мира было намного лучше и ярче, чем место, где находится группа. Самая большая проблема с этим видео, я думаю, заключалась в том, что я хотел использовать очень тёплые, зернистые цвета, что довольно редко встречается в такой музыке, но в то же время окутано мрачным, апокалиптическим чувством.

## Список композиций
Все тексты написаны Йонасом Ренксе, вся музыка написана написана Йонасом Ренксе и Андерсом Нюстрёмом.
| №                   | Название                                  | Длительность |
| ------------------- | ----------------------------------------- | ------------ |
| 1.                  | «July»                                    | 4:46         |
| 2.                  | «Soil's Song (Krister Linder 2012 Remix)» | 4:41         |
| 3.                  | «Unfurl»                                  | 4:53         |
| 4.                  | «July» (Расширенный видеоклип)            | 4:45         |
| Общая длительность: | Общая длительность:                       | 18:15        |

## Участники записи
| Katatonia - Йонас Ренксе — вокал, гитара, клавишные, лупы, программирование, эффекты - Андерс Нюстрём — бэк-вокал, гитара, клавишные, лупы, программирование, эффекты - Фред Норрман — гитара - Маттиас Норрман — бас-гитара - Даниэль Лильеквист — бэк-вокал, барабаны | Производственный персонал - группа Katatonia — продюсеры - Йенс Богрен — продюсер, сведение, мастеринг, звукоинженер, клавишные, лупы, программирование, эффекты - Дэвид Кастильо — со-продюсер, сведение, мастеринг, звукоинженер, клавишные, лупы, программирование, эффекты - Томас Эбергер — мастеринг Художественное оформление - Андерс Нюстрём — арт-директор - Трэвис Смит — художественное оформление, дизайн - Олле Карлссон — фотограф |